# Бої за Авдіївку (2022—2024)
Бої за Авдіївку — битва між Збройними силами Російської Федерації з одного боку та Збройними силами України з іншого. Бойові дії ведуться за місто Авдіївка, що в Донецькій області. Бої почалися 21 лютого 2022 року.

## Командування
Командування російськими силами здійснювали: командувач 2-ї армії генерал-майор В'ячеслав Гуров, командувач 41-ї армії генерал-лейтенант Сергій Рижков і командир 1-го корпусу генерал-майор Сергій Примаков.
Командування українськими силами: командир 110-ї бригади полковник Микола Чумак.

## Перебіг боїв
З 2014 року Авдіївка перебуває на передовій війни на сході України як одного з етапів російсько-української війни.

### Початкові бої
21 лютого 2022 року після визнання квазі-республік на Донбасі Російською федерацією то Битва за Авдіївку відновилась з новою силою.Коли Російська Федерація офіційно почала вторгнення в Україну, Авдіївка була однією з її головних цілей. 13 березня російські війська нанесли перший удар по Авдіївському коксохімічному заводу під час вторгнення. Українська влада почала евакуацію населення.

### Ескалація 18 квітня 2022
18 квітня Російська Федерація відновила вторгнення на схід України, обстрілявши та атакувавши Авдіївку.
Під час бою кілька разів повідомлялося про використання російськими військами боєприпасів з білим фосфором. Голова Донецької області Павло Кириленко повідомив про фосфорну атаку на промзону міста 26 березня, 26 квітня — на територію коксохімічного заводу, а наступного дня — на центр міста, що спричинило кілька пожеж. 29 квітня були опубліковані відео обстрілу російською армією українських сил в Авдіївці з термобаричної зброї.
26 травня Генштаб України повідомив, що російські війська просуваються через Авдіївку, захопивши багато районів міста.
1 червня «ДНР» взяла під свій контроль головну магістраль. 6 червня «ДНР» зайняла територію під Кам'янкою. 12 червня Російська Федерація знову розбомбила Авдіївський коксохімзавод.
Пізніше 4 липня російські війська захопили Новоселівку Другу, що за 10 км на північний схід від Авдіївки, намагаючись оточити місто. 7 липня російські війська протягом доби обстрілювали Авдіївку. Потрапили в об'єкти інфраструктури, лікарню, житлові будинки, автобазу, Авдіївський коксохім.
18 липня «ДНР» заявила, що «напівоточила» Авдіївку, перекривши дві дороги, що ведуть до міста. Інститут вивчення війни також заявив, що 18 липня активізувалися бої на північ від Авдіївки.

### Наступ 28 липня 2022
28 липня росіяни почали наступ, як стверджували, з метою оточення Авдіївки. Російські сили атакували міста Красногорівка, Піски та інші міста на північ від Авдіївки, досягнувши невідомих успіхів. 31 липня український Генштаб повідомив, що російські війська намагалися наступати в районі Кам'янки та Пісків і що невизначені окремі російські підрозділи мали «частковий успіх» в районі Авдіївки. Заступник міністра інформації «ДНР» Даніїл Безсонов заявив, що сили Російської Федерації закріпили позиції на південно-східній околиці Пісків, що збігається з українськими повідомленнями. Голова Авдіївської міської військової адміністрації Віталій Барабаш повідомив, що в Авдіївці залишилося лише 10 % довоєнного населення або близько 2,5 тис. осіб.
5 серпня Україна заявила, що втратила вугільну шахту «Бутівка» на користь Російської Федерації та стверджувала, що українські військові були відтіснені на околиці Авдіївки. «ДНР» заявила про свої сили, а Російська Федерація взяла Піски, а Україна відкинула цю претензію. 7 серпня кадри бойових дій показали, що російські війська дійшли до центру Пісків. Станом на 12 серпня ISW повідомляв, що, судячи з записів бойових дій і супутникових знімків, більшу частину Пісків росіяни зрівняли з землею внаслідок потужного обстрілу з використанням термобаричних артилерійських систем. МО РФ стверджувало, що Піски було повністю захоплено до 14 серпня, але за даними ЗСУ, бої на цей час тривали.
27 листопада росіяни повторно обстріляли місто, одну людину було поранено, пошкоджено один будинок.
11 січня ЗСУ відбили штурм в районі Авдіївки.
6 та 7 лютого окупанти втратили 2 танки, 8 бмп та більше 20 загиблих.
9 лютого окупанти втратили 2 танки, 1 МТ-ЛБ та 18 загиблих.
4 та 5 березня Окрема президентська бригада імені Богдана Хмельницького за два дні відбила два штурми російських військ на позиції одного із підрозділів. Військові ліквідували три танки, п'ять БМП. Також було взято в полон шістьох окупантів
10 квітня бійцями 110-ї окремої механізованої бригади Збройних сил України було знищено гелікоптер Мі-24 ВКС Росії.
На початку вересня українські військові провели успішну операцію на південь від Авдіївки, у ході якої зайняли частину Опитного.

### Наступ жовтня 2023
На Авдіївському напрямку противник силами до трьох батальйонів за підтримки танків та броньованих машин активізував наступальні дії в районах Авдіївки, Тоненького, Кераміка та Первомайського.
З 10 жовтня 2023 року російські окупанти почали вести наступальні дії в районі Авдіївки та намагаються оточити місто з півдня та півночі. Окупанти перекинули під Авдіївку три нових бригади та здійснюють одночасні масовані атаки механізованими колонами та пішими штурмовими групами за підтримки артилерії та авіації, у поєднанні з ударами по тилах та широким застосуванням БпЛА. За цей час чотири російські батальйони під Авдіївкою втратили боєздатність через втрати. Ворожі штурми відбуваються як удень, так і вночі, і окупанти обстрілюють не лише населені пункти безпосередньо на лінії фронту, але й завдають ударів по найближчих тилових селищах. 13 жовтня, вночі загарбники обстріляли села Очеретинської селищної громади. Логістика в Авдіївці ускладнена, і на період ескалації влада припинила постачання в місто харчових продуктів та гуманітарної допомоги.
Протягом листопада 2023 року ворог продовжував оточувати місто з флангів. Ворог активно штурмував Авдіївку з боку окупованого Донецька та влаштовував масовані обстріли.
10 листопада 2023 року Головнокомандувач ЗСУ Валерій Залужний повідомив, що під Авдіївкою за місяць штурмів РФ втратила майже 10 тисяч окупантів, а також понад 100 танків, 250 бронемашин, близько 50 артилерійських систем та сім літаків Су-25.
Станом на середину грудня 2023 року окупанти вели штурмові дії щонайменше у 16 місцях, з невеликим просуванням на півночі біля Степового. Іноді невеликі групи ворогів підходили впритул до паркану Авдіївського коксохімічного заводу. Було повідомлено, що на штурм Авдіївки російські військові кинули 40 тисяч військових.
15 лютого 2024 року окремі батальйони 3-ї ОШБр прибули на підкріплення 110 ОМБр. Було здійснено рейд у захоплені окупантами райони Авдіївки. За словами командира 3 ОШБр Андрія Білецького сили ворога складають орієнтовно 7 бригад.
16 лютого 2024 року ЗСУ відійшли з опорного пункту «Зеніт», котрий перебував у повному оточенні. Під час виходу з оточеної позиції бійці 110 ОМБр були змушені залишити поранених і домовитись із росіянами про їх обмін, однак, російські військові розстріляли шістьох полонених попри домовленість.

17 лютого 2024 року українські війська відступили з Авдіївки. 
«Відповідно до отриманого розпорядження, вийшли з Авдіївки на заздалегідь підготовлені позиції. У ситуації, коли ворог наступає по трупах своїх же солдатів із перевагою снарядів десять до одного, під постійними бомбардуваннями — це єдине правильне рішення. Оточення не допущено, особовий склад виведено, наші воїни зайняли оборону на визначених рубежах», — командувач оперативно-стратегічного угруповання військ «Таврія» Олександр Тарнавський. 
За інформацією 53 омбр імені Володимира Мономаха, вони тримали район 9 кварталу до останнього дня, і саме через нього відходили сусідні українські підрозділи. Бригада також прикривала відхід з позиції «Зеніт».
Підтримували вихід українських частин спецпризначенці ГУР МО, які спільно з ССО, спецпідрозділом «Дозор» ДПСУ, 3-ю штурмовою бригадою, 225-м окремим штурмовим батальйоном, 110-ю окремою механізованою бригадою ЗСУ, забезпечували евакуаційний коридор для українських військ. Наступаючим штурмовим підрозділам росіян було завдано «суттєвих втрат», та уповільнено їх просування, що дало можливість вивести українські сили на підготовлені позиції. Під час оборонної операції на Авдіївському напрямку розвідники використовували зокрема бойові броньовики українського виробництва «Сікач» та «Характерник», які добре зарекомендували себе в бойових умовах.

## Втрати
За оцінками американської розвідки, російські війська на Авдіївському й Новопавлівському напрямках втратили не менше 13 тисяч убитими й пораненими та 220 одиниць техніки, а за технікою співвідношення втрат становить 13:1 на користь ЗСУ.

## Подальші події
Територія на захід від Авдіївки залишалася центром наступу російської армії. З 17 по 29 лютого 2024 року окупанти просунулися приблизно на 6 км від центру міста Авдіївки та окупувала низку сіл: Ласточкине, Степове та Сєверне.